# Fjädervikt i grekisk-romersk stil i brottning vid olympiska sommarspelen 1980
Herrarnas brottningsturnering i grekisk-romersk i viktklassen fjädervikt vid olympiska sommarspelen 1980 avgjordes i CSKA Moskva i Moskva. 

## Medaljörer
| Klass      | Guld                        | Silver               | Brons                            |
| Fjädervikt | Stelios Mygiakis · Grekland | István Tóth · Ungern | Boris Kramorenko · Sovjetunionen |

## Resultat
Legend
- TF — Vinst genom fall
- IN — Vinst genom att motståndaren skadas
- DQ — Vinst genom passivitet
- D1 — Vinst genom passivitet, vinnaren är också passiv
- D2 — Båda brottarna förlorade på grund av passivitet
- FF — Vinst genom förverkande
- DNA — Anlände inte
- TPP — Totala straffpoäng
- MPP — Matchstraffpoäng

Straff
- 0 — Vinst genom fall, teknisk överlägsenhet, passivitet, skada och förverkande
- 0.5 — Vinst på poäng, 8-11 poängs skillnad
- 1 — Vinst på poäng, 1-7 poängs skillnad
- 2 — Vinst på passivitet,  vinnaren är också passiv
- 3 — Förlust på poäng, 1-7 poängs skillnad
- 3.5 — Förlust på poäng, 8-11 poängs skillnad
- 4 — Förlust genom fall, teknisk överlägsenhet, passivitet, skada och förverkande

### Elimineringsrunda

#### Omgång 1
| TPP | MPP |                        | Poäng     |                        | MPP | TPP |
| --- | --- | ---------------------- | --------- | ---------------------- | --- | --- |
| 4   | 4   | Radwan Karout (SYR)    | DQ / 5:37 | Panaiot Kirov (BUL)    | 0   | 0   |
| 0   | 0   | István Tóth (HUN)      | TF / 1:21 | Sanay Ghulam (AFG)     | 4   | 4   |
| 1   | 1   | Stelios Mygiakis (GRE) | 4 - 2     | Kazimierz Lipień (POL) | 3   | 3   |
| 1   | 1   | Lars Malmkvist (SWE)   | 4 - 2     | Ion Păun (ROU)         | 3   | 3   |
| 4   | 4   | Ivan Frgić (YUG)       | 1 - 19    | Boris Kramorenko (URS) | 0   | 0   |
| 0   |     | Michal Vejsada (TCH)   |           | Bye                    |     |     |

#### Omgång 2
| TPP | MPP |                        | Poäng     |                        | MPP | TPP |
| --- | --- | ---------------------- | --------- | ---------------------- | --- | --- |
| 4   | 4   | Michal Vejsada (TCH)   | TF / 2:14 | Radwan Karout (SYR)    | 0   | 4   |
| 4   | 4   | Panaiot Kirov (BUL)    | D1 / 7:00 | István Tóth (HUN)      | 2   | 2   |
| 8   | 4   | Sanay Ghulam (AFG)     | DQ / 3:28 | Stelios Mygiakis (GRE) | 0   | 1   |
| 3   | 0   | Kazimierz Lipień (POL) | DQ / 5:29 | Lars Malmkvist (SWE)   | 4   | 5   |
| 7   | 4   | Ion Păun (ROU)         | DQ / 6:54 | Ivan Frgić (YUG)       | 0   | 4   |
| 0   |     | Boris Kramorenko (URS) |           | Bye                    |     |     |

#### Omgång 3
| TPP | MPP |                        | Poäng     |                        | MPP | TPP |
| --- | --- | ---------------------- | --------- | ---------------------- | --- | --- |
| 0   | 0   | Boris Kramorenko (URS) | DQ / 8:29 | Michal Vejsada (TCH)   | 4   | 8   |
| 8   | 4   | Radwan Karout (SYR)    | DQ / 7:06 | István Tóth (HUN)      | 0   | 2   |
| 5   | 1   | Panaiot Kirov (BUL)    | 5 - 3     | Kazimierz Lipień (POL) | 3   | 6   |
| 5   | 4   | Stelios Mygiakis (GRE) | D2 / 8:05 | Lars Malmkvist (SWE)   | 4   | 9   |
| 4   |     | Ivan Frgić (YUG)       |           | Bye                    |     |     |

#### Omgång 4
| TPP | MPP |                        | Poäng     |                     | MPP | TPP |
| --- | --- | ---------------------- | --------- | ------------------- | --- | --- |
| 4   | 0   | Ivan Frgić (YUG)       | DQ / 7:15 | Panaiot Kirov (BUL) | 4   | 9   |
| 4   | 4   | Boris Kramorenko (URS) | DQ / 7:27 | István Tóth (HUN)   | 0   | 2   |
| 5   |     | Stelios Mygiakis (GRE) |           | Bye                 |     |     |

#### Omgång 5
| TPP | MPP |                        | Poäng |                        | MPP | TPP |
| --- | --- | ---------------------- | ----- | ---------------------- | --- | --- |
| 6   | 1   | Stelios Mygiakis (GRE) | 6 - 3 | Boris Kramorenko (URS) | 3   | 7   |
| 7   | 3   | Ivan Frgić (YUG)       | 4 - 8 | István Tóth (HUN)      | 1   | 3   |

### Sista omgångarna
| TPP | MPP |                        | Poäng     |                        | MPP | TPP |
| --- | --- | ---------------------- | --------- | ---------------------- | --- | --- |
|     | 4   | Boris Kramorenko (URS) | DQ / 7:27 | István Tóth (HUN)      | 0   |     |
|     | 1   | Stelios Mygiakis (GRE) | 6 - 3     | Boris Kramorenko (URS) | 3   | 7   |
| 1   | 0   | Stelios Mygiakis (GRE) | DQ / 8:27 | István Tóth (HUN)      | 4   | 4   |